# Glucèmia en dejú elevada
La glucèmia en dejú elevada es refereix a una condició en la qual s'eleva el nivell de glucèmia en dejú per sobre del que es considera un nivell normal, però no és prou alta com per ser classificada com diabetis mellitus. Es considera un estat pre-diabètic, associat amb resistència a la insulina i un major risc de patologia cardiovascular, encara que de menor risc que la intolerància a la glucosa. La glucèmia en dejú elevada de vegades progressa a diabetis mellitus tipus 2.